# سندرولاد
سندرولاد (به مجاری:  Szendrőlád) یک منطقهٔ مسکونی در مجارستان است که در ناحیه ادلنی واقع شده‌است.